# Fult folk
Fult folk är ett musikalbum av den svenske rapparen Promoe. Det släpptes 4 mars 2016.

## Låtlista
1. Där allting startade
2. Skolmat
3. Icke-akademisk kvart
4. Fult folk
5. PGA-proffs
6. Gåshud
7. Teleportera dig hit
8. Dygnet
9. Legender
10. Hoppa
11. Flightmode
12. Vale
13. Vegandiktaturen
14. Överjordiska
15. En hyllning
16. Till en vän